# 社畜
社畜（日语：／ Shachiku）是日本企業底層上班族的自嘲用語，源於「會社」與「家畜」，意思為「公司的牲畜」，最早出现在1990年代的日本，随后在东亚逐渐流行。
一般用來自嘲或嘲笑，他人會為了企業而放棄身為人類的尊嚴，睡眠、饮食和與家人朋友社交都草草了事，拚命賣力地為企業效勞（不論是否為上班時間）。例如社畜自嘲，（因为有重要的会议，所以就算发烧也不能休息）。
英語社會也有類似的用語（薪資奴隸），被用在批判勞工剝削和血汗工廠。存在這類奴隸的現象則稱「薪資奴役」（wage slavery）。
由于近年来中国大陆社会阶层固化问题逐渐显现，年轻人的工作生活压力较大，社畜一词在中国大陆逐渐流行，一般用于年轻人自我嘲讽或群嘲。

## 概説
日本在泡沫經濟破裂後，終身雇用制與年功序列制崩解，但害怕失業只好忍耐，因此自稱「社畜」，被列為1990年的日本流行語之一，類似的術語是“長期工作加班導致身體完全累死”，指的是中年上班族多年工作累的狀態。